# Xã Clay, Quận Douglas, Missouri
Xã Clay (tiếng Anh: Clay Township) là một xã thuộc quận Douglas, tiểu bang Missouri, Hoa Kỳ. Năm 2010, dân số của xã này là 305 người.